# 가변 이득 증폭기
가변 이득(VGA) 또는 전압 제어 증폭기(Variable-gain amplifier, VCA)는 제어 전압(종종 CV로 축약됨)에 따라 이득이 달라지는 전자 증폭기이다.
전압 제어 증폭기는 오디오 레벨 압축, 신디사이저, 진폭 변조를 포함한 많은 애플리케이션을 가지고 있다.
조잡한 예는 피드백 루프에 LDR(광 종속 저항)이 있는 일반적인 연산 증폭기의 반전 구성이다. 그러면 증폭기의 이득은 LED(광커플러)에 의해 제공될 수 있는 LDR에 떨어지는 빛에 따라 달라진다. 그러면 증폭기의 이득은 LED를 통과하는 전류로 제어할 수 있다. 이것은 광학 오디오 압축기에 사용되는 회로와 유사하다.
전압 제어 증폭기는 증폭기 이득을 설정하는 데 사용되는 전압 제어 저항(VCR)을 먼저 생성하여 실현할 수 있다. VCR은 간단한 바이어싱으로 JFET (접합 전계 효과 트랜지스터)를 사용하여 생성할 수 있는 수많은 흥미로운 회로 요소 중 하나이다. 이러한 방식으로 제조된 VCR은 개별 장치로 얻을 수 있다. 예를 들자면 VCR2N이 있다.
다른 유형의 회로는 작동 트랜스컨덕턴스 증폭기를 사용한다.
오디오 응용 프로그램에서 대수 이득 제어는 귀가 소리를 듣는 방법을에뮬레이트하는 데 사용된다. Blackmer 게인 셀을 기반으로 하는 David E. Blackmer의 dbx 202 전압 제어 증폭기는 로그 전압 제어 증폭기를 성공적으로 구현한 최초의 제품 중 하나이다.
아날로그 배율기는 정확한 선형 특성을 갖도록 설계된 전압 제어 증폭기 유형이며 두 입력은 동일하며 대부분의 다른 전압 제어 증폭기와 달리 4개의 전압 사분면 모두에서 작동하는 경우가 많다.

## 사운드 믹싱 콘솔에서
일부 믹싱 콘솔에는 콘솔 자동화를 위해 각 채널에 전압 제어 증폭기가 장착되어 있다. 전통적으로 오디오 신호를 직접 제어하는 페이더는 전압 제어 증폭기의 DC 제어 전압이 된다. 페이더에 사용할 수 있는 최대 전압은 전압 제어 증폭기 그룹이라고 하는 하나 이상의 마스터 페이더로 제어할 수 있다. 전압 제어 증폭기 마스터 페이더는 할당된 모든 채널의 전체 레벨을 제어한다. 일반적으로 전압 제어 증폭기 그룹은 믹스의 다양한 부분을 제어하는 데 사용된다. 보컬, 기타, 드럼 또는 타악기가 있다. 전압 제어 증폭기 마스터 페이더를 사용하면 믹스의 해당 부분에 있는 악기의 블렌드에 영향을 주지 않고 믹스의 일부를 올리거나 내릴 수 있다.
전압 제어 증폭기 하위 그룹의 이점은 각 채널의 게인 레벨에 직접 영향을 미치기 때문에 전압 제어 증폭기 하위 그룹 레벨을 변경하면 채널 레벨뿐만 아니라 포스트 페이더 믹스로 전송되는 모든 레벨에도 영향을 미친다는 것이다. 기존 오디오 하위 그룹에서 하위 그룹 마스터 페이더는 메인 믹스로 가는 레벨에만 영향을 미치고 포스트 페이더 믹스로 가는 레벨에는 영향을 미치지 않다. 하위 그룹과 포스트 페이더 믹스를 공급하는 악기의 경우를 고려하십시오. 하위 그룹 마스터 페이더를 완전히 낮추면 악기 자체는 더 이상 들리지 않지만 여전히 포스트 페이더 믹스의 일부로, 아마도 리버브 또는 코러스 효과로 들을 수 있다.
전압 제어 증폭기 믹서는 그 외 다른 믹서들보다 오래 지속되는 것으로 알려져 있다. 전압 제어 증폭기는 물리적 페이더 대신 오디오 레벨을 제어하기 때문에 시간이 지남에 따라 페이더 메커니즘이 감쇠해도 오디오 품질이 저하되지 않다.
전압 제어 증폭기는 다이내믹 레인지 컴프레서를 만드는 데 사용했던 dbx의 창립자인 David E. Blackmer에 의해 발명되었다. 전압 제어 증폭기를 사용한 최초의 콘솔은 1973년 Paul C. Buff가 설계한 Allison Research의 컴퓨터 자동 녹음 시스템이었다. 사운드 믹서의 또 다른 초기 전압 제어 증폭기 기능은 1975년에 출시된 MCI JH500 스튜디오 녹음 데스크 시리즈였다. 라이브 사운드를 위한 최초의 전압 제어 증폭기 믹서는 1985년 Yamaha가 출시한 PM3000이었다.

## 디지털 가변 이득 증폭기
디지털 제어 증폭기 (DCA)는 디지털 제어되는 가변 이득 증폭기이다.
디지털 방식으로 제어되는 증폭기는 단계적 접근 방식을 사용하여 회로에 점진적인 이득 선택 증분을 제공한다. 이것은 여러 방식으로 수행할 수 있지만 특정 요소는 모든 디자인에 남아 있다.
가장 기본적인 형태에서 피드백 저항에 연결된 토글 스위치는 두 개의 개별 이득 설정을 제공할 수 있다. 이것은 컴퓨터로 제어되는 기능은 아니지만 핵심 기능을 설명한다. 피드백 루프에 8개의 스위치와 8개의 저항이 있는 경우 각 스위치는 특정 저항이 증폭기의 피드백을 제어하도록 할 수 있다. 각 스위치가 릴레이로 변환된 경우 마이크로컨트롤러를 사용하여 릴레이를 활성화하여 원하는 양의 이득을 얻을 수 있다.
계전기는 설계의 기계적 특성을 줄이기 위해 적절한 유형의 전계 효과 트랜지스터로 교체할 수 있다. CD4053 양방향 CMOS 아날로그 멀티플렉서 집적 회로 및 디지털 전위차계(결합된 저항 스트링 및 MUX)와 같은 다른 장치는 스위칭 기능을 잘 수행할 수 있다.
스위치와 저항의 수를 최소화하기 위해 여러 스위치를 활성화하여 저항 값의 조합을 활용할 수 있다.

## 진폭 변조
진폭 변조(AM)는 전자 통신에 사용되는 변조 기술로, 가장 일반적으로 전파로 메시지를 전송하는 데 사용된다.